# سليمان بيتي
كان سليمان بيتي أحد أتباع الطوسافيين الفرنسيين في القرن الثالث عشر واستقر في عكا ، فلسطين ، حيث جمع أتباعًا من الصوفية وحرض حملة جديدة ضد الكتابات الفلسفية لعائلة موسى بن ميمون. عندما علم نشوة دمشق ، يشاي بن تشزكيا ، بتجدد الانفعالات المناهضة لليمنيين ، هدد بيتي بالحرمان الكنسي ، والذي تم استدعاؤه فيما بعد. تجاهل بيتي التهديدات وانطلق في مهمة إلى أوروبا لجمع التوقيعات من الحاخامات الألمان الذين يؤيدون موقفه.